# キリンカップ・バスケットボール
キリンカップは、毎年夏季に開催されていたバスケットボールの国際親善大会。
日本バスケットボール協会主催・麒麟麦酒・キリンビバレッジ特別協賛により毎年、海外のナショナルチームを1チーム招き3連戦を行っていた。

## 歴史
1970年代に「キリンワールドバスケットボール」と言う大会が既に行われていた。
キリンカップは1999年に開始。2000年と2001年は埼玉で開催された2001年ヤングメン世界選手権を向けた強化試合として行われた。通常は男子のみであるが、2004年はアテネオリンピック壮行試合として女子の試合も行われた。
2007年にキリンが日本協会スポンサーを降板したため、2006年大会が最後となった。

## 過去の成績
| 年   | 日本代表       | 日本の成績 | 星取表 | 対戦相手       |
| ---- | -------------- | ---------- | ------ | -------------- |
| 1999 | 日本           | 1勝2敗     | ●●○    | フランス       |
| 2000 | ヤングメン日本 | 1勝2敗     | ○●●    | ヤングメン中国 |
| 2001 | ヤングメン日本 | 3敗        | ●●●    | アルゼンチン   |
| 2002 | 日本           | 3敗        | ●●●    | スペインB      |
| 2003 | 日本           | 1勝2敗     | ●●○    | ポルトガル     |
| 2004 | 日本           | 3勝        | ○○○    | イングランド   |
| 2004 | 女子日本       | 3勝        | ○○○    | ブルガリア     |
| 2005 | 日本           | 3敗        | ●●●    | オーストラリア |
| 2006 | 日本           | 2勝1敗     | ○●○    | イラン         |

## 関連大会
- キリンインターナショナルバスケットボール